# Carlos Ochoa Mendoza
Carlos Augusto Ochoa Mendoza (nació el 5 de marzo de 1978 en Apatzingán, Michoacán), es un exfutbolista mexicano que jugaba de centro delantero.

## Trayectoria
Debutó en la Primera División de México con el Club Necaxa. 
Fue a Tigres de la UANL en el Verano 2001, donde permaneció hasta concluir el Verano 2002. Llegó al Club Atlético Osasuna de la Primera División de España, a petición expresa de Javier Aguirre, pero permaneció sólo el primer semestre de la Temporada 2002-2003. Después de su corta estancia en España, regresó a Tigres.
En la Temporada 2003-2004, encontró regularidad con Querétaro FC y en el verano del 2004, fue contratado por Jaguares de Chiapas.
Fue transferido al Club de Fútbol Monterrey para la Temporada 2006-2007. Después de permanecer cinco torneos con Rayados, en diciembre de 2008, Ochoa fue cedido a préstamo con opción de compra a las Chivas Rayadas del Guadalajara. Durante la InterLiga 2009, anotó cuatro goles en tres partidos para Chivas. En la final marcó un gol en propia puerta, pero el Guadalajara igualó el marcador y en tanda de penales ganó el torneo y se clasificó como México 2 a la Copa Libertadores 2009.
En su debut en el Clausura 2009, anotó 2 goles ante Cruz Azul (el encuentro finalizó con empate 3-3). Debido a malos resultados, Ochoa fue enviado al Tapatío –filial en Segunda División–. Cuando Paco Ramírez tomó las riendas de las Chivas, Ochoa fue reintegrado al primer equipo. Al final, Chivas no ejerció la opción de compra y Ochoa fue vendido por Monterrey al Club Santos Laguna para el Apertura 2009. Después de tres torneos con los Guerreros, fue prestado a Jaguares, para el torneo Apertura 2010.
Después de más de siete años, Ochoa volvería a vestir la playera de Tigres, al convertirse en refuerzo de la UANL para el Clausura 2011. En el siguiente semestre regresó a Santos.
Llegó de nueva cuenta a Jaguares de Chiapas, para la Temporada 2013-2014, marcando 12 goles. Carlos Ochoa se convirtió en el segundo máximo goleador en la historia de los Naranjas, al realizar 40 tantos en tres etapas.
También jugó para: Real Cuautitlán (Primera A), Lobos UAP (Primera A), Veracruz, Atlas y Morelia, (equipo en el que se retiró al concluir el Apertura 2015).

## Estadísticas

### Clubes
Actualizado al último partido jugado.
La siguiente tabla detalla los encuentros disputados y los goles marcados en los clubes en los que ha militado.

| Real Cuautitlán · México |               |               |     |     |    |    |    |     |     |      |      |
| 2.ª | 1998-99       | 26            | 8   | -   | -  | -  | -  | 26  | 8   | 0.31 |      |
| Total club | Total club    | 26            | 8   | -   | -  | -  | -  | 26  | 8   | 0.31 |      |
| Club Necaxa · México |               |               |     |     |    |    |    |     |     |      |      |
| 1.ª | 1999-00       | 4             | 0   | -   | -  | 0  | 0  | 4   | 0   | 0    |      |
| Total club | Total club    | 4             | 0   | -   | -  | 0  | 0  | 4   | 0   | 0    |      |
| Lobos UAP · México |               |               |     |     |    |    |    |     |     |      |      |
| 2.ª | 2000          | 16            | 7   | -   | -  | -  | -  | 16  | 7   | 0.44 |      |
| Total club | Total club    | 16            | 7   | -   | -  | -  | -  | 16  | 7   | 0.44 |      |
| Tigres U.A.N.L. · México |               |               |     |     |    |    |    |     |     |      |      |
| 1.ª | 2001          | 9             | 3   | -   | -  | -  | -  | 9   | 3   | 0.33 |      |
| 1.ª | 2001-02       | 39            | 8   | -   | -  | -  | -  | 39  | 8   | 0.21 |      |
| 1.ª | 2003          | 17            | 0   | -   | -  | -  | -  | 17  | 0   | 0    |      |
| 1.ª | 2011          | 8             | 1   | -   | -  | -  | -  | 8   | 1   | 0.13 |      |
| Total club | Total club    | 73            | 12  | -   | -  | -  | -  | 73  | 12  | 0.16 |      |
| C.A. Osasuna · España |               |               |     |     |    |    |    |     |     |      |      |
| 1.ª | 2002          | 3             | 0   | 2   | 0  | -  | -  | 5   | 0   | 0    |      |
| Total club | Total club    | 3             | 0   | 2   | 0  | -  | -  | 5   | 0   | 0    |      |
| Querétaro · México |               |               |     |     |    |    |    |     |     |      |      |
| 1.ª | 2003-04       | 30            | 10  | -   | -  | -  | -  | 30  | 10  | 0.33 |      |
| Total club | Total club    | 30            | 10  | -   | -  | -  | -  | 30  | 10  | 0.33 |      |
| Jaguares de Chiapas · México |               |               |     |     |    |    |    |     |     |      |      |
| 1.ª | 2004-05       | 27            | 5   | 2   | 0  | -  | -  | 29  | 5   | 0.16 |      |
| 1.ª | 2005-06       | 33            | 16  | -   | -  | -  | -  | 33  | 16  | 0.48 |      |
| 1.ª | 2010          | 15            | 7   | -   | -  | -  | -  | 15  | 7   | 0.47 |      |
| 1.ª | 2013-14       | 31            | 12  | -   | -  | -  | -  | 31  | 12  | 0.39 |      |
| Total club | Total club    | 106           | 40  | 2   | 0  | -  | -  | 108 | 40  | 0.37 |      |
| Monterrey · México |               |               |     |     |    |    |    |     |     |      |      |
| 1.ª | 2006-07       | 35            | 5   | 2   | 0  | -  | -  | 37  | 5   | 0.14 |      |
| 1.ª | 2007-08       | 28            | 6   | 3   | 0  | -  | -  | 31  | 6   | 0.19 |      |
| 1.ª | 2008          | 13            | 5   | -   | -  | -  | -  | 13  | 5   | 0.38 |      |
| Total club | Total club    | 76            | 16  | 5   | 0  | -  | -  | 81  | 16  | 0.2  |      |
| C.D. Guadalajara · México |               |               |     |     |    |    |    |     |     |      |      |
| 1.ª | 2009          | 9             | 2   | 4   | 4  | 3  | 0  | 16  | 6   | 0.38 |      |
| Total club | Total club    | 9             | 2   | 4   | 4  | 3  | 0  | 16  | 6   | 0.38 |      |
| Santos Laguna · México |               |               |     |     |    |    |    |     |     |      |      |
| 1.ª | 2009-10       | 21            | 5   | 3   | 0  | 3  | 0  | 27  | 5   | 0.19 |      |
| 1.ª | 2011-12       | 21            | 2   | -   | -  | 8  | 3  | 29  | 5   | 0.17 |      |
| Total club | Total club    | 42            | 7   | 3   | 0  | 11 | 3  | 56  | 10  | 0.18 |      |
| Morelia · México |               |               |     |     |    |    |    |     |     |      |      |
| 1.ª | 2012-13       | 23            | 6   | 12  | 2  | -  | -  | 35  | 8   | 0.23 |      |
| 1.ª | 2015          | 4             | 1   | 7   | 2  | -  | -  | 11  | 3   | 0.27 |      |
| Total club | Total club    | 27            | 7   | 19  | 4  | -  | -  | 46  | 11  | 0.24 |      |
| Veracruz · México |               |               |     |     |    |    |    |     |     |      |      |
| 1.ª | 2014          | 13            | 1   | 3   | 0  | -  | -  | 16  | 1   | 0.06 |      |
| Total club | Total club    | 13            | 1   | 3   | 0  | -  | -  | 16  | 1   | 0.06 |      |
| Atlas · México |               |               |     |     |    |    |    |     |     |      |      |
| 1.ª | 2015          | 8             | 0   | -   | -  | 2  | 0  | 10  | 0   | 0    |      |
| Total club | Total club    | 8             | 0   | -   | -  | 2  | 0  | 10  | 0   | 0    |      |
| Total carrera | Total carrera | Total carrera | 433 | 110 | 40 | 8  | 14 | 3   | 487 | 121  | 0.25 |
| (1)Incluye datos de la Copa México, Copa del Rey e InterLiga (2005, 2007, 2008, 2009 y 2010). (2)Incluye datos de la Liga Campeones CONCACAF (2011-12), SuperLiga Norteamericana (2010), Copa Libertadores (2009 y 2015) y Mundial de Clubes (2000). |               |               |     |     |    |    |    |     |     |      |      |

## Selección nacional

### Absoluta
|                    | PJ | Minutos | Gol | Asistencia | Periodo   |
| ------------------ | -- | ------- | --- | ---------- | --------- |
| Selección mexicana | 10 | 604     | 1   | 0          | 2002-2009 |

#### Gol
| Fecha                | Rival     | Gol | Resultado | Competencia            |
| -------------------- | --------- | --- | --------- | ---------------------- |
| 21 de enero del 2002 | Guatemala |     | 3-1       | Copa Oro CONCACAF 2002 |

#### Partidos internacionales
| Fecha                    | Rival          | Estadio                                       | Resultado | Competencia                     |
| ------------------------ | -------------- | --------------------------------------------- | --------- | ------------------------------- |
| 19 de enero de 2002      | El Salvador    | Estadio Rose Bowl, Pasadena                   | 1-0       | Copa de Oro de la Concacaf 2002 |
| 21 de enero de 2002      | Guatemala      | Estadio Rose Bowl, Pasadena                   | 3-1       | Copa de Oro de la Concacaf 2002 |
| 26 de enero de 2002      | Corea del Sur  | Estadio Rose Bowl, Pasadena                   | 1-0       | Copa de Oro de la Concacaf 2002 |
| 13 de febrero de 2002    | Yugoslavia     | Qualcomm Stadium, San Diego                   | 1-2       | Amistoso                        |
| 3 de abril de 2002       | Estados Unidos | INVESCO Field at Mile High, Denver            | 1-0       | Amistoso                        |
| 10 de septiembre de 2008 | Canadá         | Estadio Víctor Manuel Reyna, Tuxtla Gutiérrez | 2-1       | Eliminatoria                    |
| 24 de septiembre de 2008 | Chile          | Los Angeles Memorial Coliseum, Los Angeles    | 1-0       | Amistoso                        |
| 15 de octubre de 2008    | Canadá         | Commonwealth Stadium, Edmonton                | 2-2       | Eliminatoria                    |
| 28 de enero de 2009      | Suecia         | Oakland-Alameda County Coliseum, Oakland      | 0-1       | Amistoso                        |
| 11 de febrero de 2009    | Estados Unidos | Columbus Crew Stadium, Columbus               | 2-0       | Eliminatoria                    |

#### Participaciones en fases finales y clasificatorias
| Competencia                | Sede                                 | Resultado        | Partidos | Goles |
| -------------------------- | ------------------------------------ | ---------------- | -------- | ----- |
| Copa Oro CONCACAF 2002     | Estados Unidos                       | Cuartos de final | 3        | 1     |
| Clasificación Mundial 2010 | Norteamérica, Centroamérica y Caribe | Clasificado      | 3        | 0     |

## Palmarés

### Campeonato nacional
| Categoría                  | Título        | Club               | País   |
| -------------------------- | ------------- | ------------------ | ------ |
| Primera División de México | Clausura 2012 | Club Santos Laguna | México |

### Otro campeonato
| Título    | Club        | Sede           | Año  |
| --------- | ----------- | -------------- | ---- |
| InterLiga | Guadalajara | Estados Unidos | 2009 |